# Carmelo Barone
Pour les articles homonymes, voir Barone.
Carmelo Barone (né le 3 avril 1956 à Avola, dans la province de Syracuse, en Sicile) est un coureur cycliste italien. Professionnel de 1977 à 1984, il a notamment remporté une étape du Tour d'Italie.

## Palmarès

### Palmarès amateur
- 1973
  - Giro del Montalbano
  - Coppa d'Oro
- 1975
  -  Médaillé d'or de la course en ligne aux Jeux méditerranéens
  - Giro delle Valli Aretine
  - 5e étape du Tour de la Vallée d'Aoste
  - 2e du championnat d'Italie sur route amateurs
- 1976
  - Tour des régions italiennes :
    - Classement général
    - 1re et 5eb (contre-la-montre) étapes

  - 1re étape du Baby Giro
  - Gran Premio Vivaisti Cenaiesi
  - Trophée Vasco Jacoponi

### Palmarès professionnel
- 1977
  - 4e étape du Tour des Pouilles
  - Trophée Baracchi (avec Bert Johansson)
  - Coppa Bernocchi
  - 2e du Trophée Matteotti
  - 2e du Grand Prix de Forli
  - 3e du Tour de Sicile
- 1978
  - GP Montelupo
  - 2e du Grand Prix de Prato
  - 3e de la Coppa Placci
- 1979
  - Tour d'Ombrie
  - 2e du GP Montelupo
  - 3e de la Coppa Sabatini
  - 3e du Grand Prix de Prato
- 1980
  - 6e étape du Tour d'Italie
  - Tour de Vénétie
  - 2e du Tour d'Ombrie
  - 3e de Cagliari-Sassari
  - 3e du Grand Prix de la ville de Camaiore

## Résultats sur les grands tours

### Tour d'Italie
7 participations
- 1977 : 24e
- 1978 : 32e
- 1979 : 18e
- 1980 : 31e, vainqueur de la 6e étape
- 1981 : abandon (17e étape)
- 1983 : 126e
- 1984 : 125e